# Муамар Кадафи
Муамар Мухаммад Абу Миняр ал-Кадафи (на арабски: معمر القذافي – Муа̀ммар ал-Кадда̀афи) е либийски революционер, диктатор и политически теоретик, чийто терористичен режим просъществува до убийството му от бунтовническите сили на Националната освободителна армия през 2011 година.
Роден е на 7 юни 1942 г. в района на град Сирт в бедно арабско бедуинско семейство, той става де факто тоталитарен ръководител на Либия от 1 септември 1969 година до залавянето му и линчуването му през 2011 г. Председател на Революционното командване на Либия (1969 – 1977), министър-председател и министър на отбраната на Либия (1970 – 1972), генерален секретар на Общия народен конгрес (1977 – 1979). След това се отказва от официалните постове в държавата и се титулува като „лидер на Революцията“ в официалните изявления на правителството. Той системно депортира италианското население от Либия и прогонва Западните военни бази. Като част от управленческата си програма, през 1970-те Кадафи национализира всички частни предприятия, включително селскостопанските площи, петролната индустрия и банките, за да развие военната индустрия и да подкрепи революционни движения зад граница, като позволява развитието само на малък семеен бизнес. По време на управлението си в рамките на няколко десетилетия, той издига своите възгледи за идеалното развитие на социализъм в държавите от Третия свят, формулирайки „трета световна теория“ и нова система на държавно управление, наречена „джамахирия“, като участва активно в подтискането на несъгласието, както и в прякото ръководене на военните и революционните комитети. Атентатите срещу самолета на Пан Ам с полет 772 и други бомбени атентати го оставят изолиран от международната сцена. Той е осъден от мнозина като диктатор, чиято авторитарна администрация системно нарушава правата на човека и финансира глобалния тероризъм в региона и в чужбина.
В годините непосредствено след като взема властта образът му на бунтовник и военен, лявата му политика срещу Запада и срещу колониализма и несправедливото разпределение на богатствата му дават прякора „арабски Че Гевара“. Предявявайки претенции да бъде наследник на египетския лидер Гамал Абдел Насър като ръководител на панарабисткото и арабското социалистическо движение, между 1972 и 1977 година Кадафи се опитва неведнъж, безуспешно, да обедини Либия с други арабски страни, като Египет, Судан, Сирия и Ирак, с цел формиране на федерация на арабските републики. Кадафи се позиционира и като наследник на Йосип Броз Тито и Джавахарлал Неру в Движението на необвързаните страни и става лидер на тази организация на страните от Третия свят, отхвърлящи както американския капитализъм, така и съветския комунизъм.
С годините Кадафи неколкократно променя своята геополитическа ориентация. В началото неговият режим съхранява близостта с Франция, но впоследствие застава на страната на Съюза на Съветските Социалистически Републики (СССР). Кадафи последователно се обръща към панарабизма, антикомунизма, просъветската политика, панислямизма, войнствения интервенционизъм и панафриканския пацифизъм, превръщайки се в архитект на Африканския съюз. През 1980-те години е обект на няколко опита за преврат от страна на Съединените щати. През 1979 г. той изпраща около 3000 войници в помощ на правителството на Иди Амин в Уганда по време на Угандийско-танзанийската война. В края на 70-те и началото на 80-те години на XX век Кадафи ръководи и военна намеса в Чад, опитвайки се да наложи контрол върху богатата на уранови находища ивица Аузу и да свали чадския диктатор Хисен Хабре.
През 1990-те и началото на 2000 г., изоставяйки спонсорството на тероризъм в други страни и програмите си за оръжия за масово поразяване, Кадафи постига реабилитация от западните сили, като страната му от „престъпна държава“ става пълноправен член на т. нар. международна общност, в резултат на което Либия е посетена от водещи политически лица от САЩ, Великобритания, Франция, Италия и Германия. Поради своите разнообразни политически възгледи и управление, Кадафи бива възприеман както като революционен лидер и идеалист, така и като непредсказуем и страховит деспот. С почти 42 години във властта, Кадафи е най-дълго управлявалият арабски ръководител, и сред най-дълго управлявалите ръководители в историята, които не са монарси.
На 27 юни 2011 г. Международният наказателен съд издава заповед за арест на Муамар Кадафи за престъпления срещу човечеството. Заповед за арестуване е издадена и за неговия син Саиф ал-Ислам и ръководителя на либийското разузнаване Абдула ал-Сенуси. След избухването на гражданската война се заклева да остане в Либия и да се бие до последно. Муамар Кадафи е убит и поруган след едномесечни сражения за родния си град Сирт на 20 октомври 2011 г.

## Ранни години и военна кариера
Муамар Кадафи е роден през 1940 или 1942 година в бедуинска шатра на около 30 километра на юг от Сирт в семейство на арабизирани бербери от племето кадафа. Дядо му е убит през 1911 година в сражения с италианските колонисти. Според една от версиите, баща му е бил френски пилот. На 9-годишна възраст започва да посещава ислямско начално училище в Сирт. В този период редица важни събития в арабския свят повлияват на възгледите на младия Кадафи, като израелско-арабският конфликт и идването на власт в Египет на Гамал Абдел Насър, комуто Кадафи се възхищава. Още като млад участва в антиизраелските протести по време на Суецката криза през 1956 година. През 1959 година става политически активист в Сабха, и през 1961 година организира протестна демонстрация срещу оттеглянето на Сирия от Обединената арабска република, което довежда до изключването му от училище. Малко след първата демонстрация в Сабха, Кадафи организира второ шествие против монархическия строй в Либия. Организира и демонстрации в подкрепа на алжирската революция.
След това се премества в Мисрата, където завършва средното си образование през 1963, наблягайки на изучаването на история. През 1965 завършва военен колеж в Бенгази и получава чин лейтенант. През 1966 година заминава за допълнителна военна подготовка във Великобритания, където получава званието капитан.
Още в колежа Кадафи започва да планира свалянето на монархията в Либия, а загубата на арабските сили от Израел през 1967 допълнително засилват чувствата на арабски национализъм и в него и приближените му.

## Военен преврат и управление
На 1 септември 1969 година, на 27-годишна възраст, Муамар Кадафи заедно с група приближени офицери организира военен преврат срещу 80-годишния крал Идрис, който в този момент е на лечение в Турция. Неговият наследник, принц Хасан ар-Рида ал-Махди ас-Сенуси (1928 – 1992), е трябвало да се възкачи на престола на 2 септември, когато обявената на 4 август абдикация на краля е трябвало да влезе в сила. Принц Хасан е вкаран в затвора след обявяването на страната за република.
Вследствие на преврата Кадафи сам се повишава от капитан в полковник.

### Джамахирията
Непосредствено след идването си на власт Кадафи започва да преустройва Либия според своите виждания. Първоначално близките му отношения с Насър в Египет дават почва по-скоро за развитието на традиционен арабски социализъм (комбинация от социализъм и панарабизъм), но след смъртта на египетския лидер и охлаждането на отношенията между Египет и Либия по времето на Ануар Садат през 1970-те принуждават Кадафи да приложи своите политически теории на практика.
Той измисля нов вид държавно устройство, включващо концепциите на арабския национализъм, държавата на всеобщото благоденствие, народната демокрация, ислямския морал и патриотизма. Отделно Кадафи включва и някои размишления на руските анархисти Михаил Бакунин и Пьотр Кропоткин. Тази своя система Кадафи нарича „джамахирия“, буквално преведено като „власт на народните маси“. Думата произхожда от арабското джумхурия (република) и джамахир (маси). На 2 март 1977 година на извънредно заседание на Всеобщия народен конгрес на Либия в град Сабха бива обнародвана Декларацията от Сабха, която провъзгласява налагането на джамахирията като обществен строй, а страната получава названието „Велика социалистическа либийско-арабска народна джамахирия“.
Характерното за джамахирията като форма на държавно управление е, че в него участва цялото пълнолетно население на страната, обединено в първични (основни) народни конгреси. Народните конгреси избират свои изпълнителни органи (народни комитети), чиито членове автоматично стават делегати на народните конгресови провинции. Върховният законодателен орган е Всеобщият народен конгрес, а върховният орган на изпълнителната власт – Висшият народен комитет. Кадафи разпуска министерствата и на тяхно място се появяват народни секретариати. Държавни глави няма, тъй като според теорията на джамахирията цялата власт е в ръцете на народа.
Към тези структури обаче се прибавят и революционни комитети, които следят за изпълнението на политическата линия в страната. Муамар Кадафи, въпреки че не заема никакви държавни постове, като „ръководител на Революцията“ на практика упражнява силна власт върху революционните комитети, а чрез тях и върху държавната политика. Идеологическите принципи на джамахирията до голяма степен определят външната и вътрешната политика на Либия през целия му период на управление.

### Вътрешна политика
В първите си години Кадафи се вдъхновява от Египет на Насър и моделира правителството си по подобие на египетската насъристка система. Още отначало той заема силни антизападни позиции и изгонва американските и британските военни контингенти от територията на страната. Кадафи заплашва да изгони и чуждите петролни компании, ако не дадат по-голям процент от печалбата си на либийската държава. Впоследствие петролните компании се съгласяват да делят печалбите от 50:50 на 79:21 в полза на Либия. Кадафи също така изгонва всички италианци (около 20 000) през 1970 година и конфискува имуществото им. Това е в съответствие с петте му основни принципа, които той обявява при идването си на власт: изгонване на чуждите военни, национално единство, арабско единство, позитивен неутралитет и забрана на политическите партии. Той сменя християнския календар с мюсюлмански, започващ своето летоброене от годината на смърт на пророка Мохамед. Част от месеците с римски имена са преименувани – например август е преименуван на ханибал, а юли – на насър. Новото либийско законодателство е основано на шериата, а алкохолът и хазартните игри биват забранени.
През 1973 година Кадафи обявява „културна революция“, включваща пет точки:
- анулиране на всички съществуващи закони от времето на монархията;
- чистка на политическите опозиционери – консерватори, комунисти, атеисти, членове на „Мюсюлмански братя“, защитници на капитализма и „агенти на западната пропаганда“;
- въоръжаване на народни отряди с цел защита на революцията;
- административна реформа, съкращаване на размера и правомощията на бюрокрацията;
- поощрение на ислямската мисъл и противопоставяне на идеите, противоречащи на нея.

Още през 1969 година група офицери организират заговор за свалянето на Кадафи от власт, но египетското разузнаване го уведомява за техните планове. Заради проваления заговор той забранява политическата опозиция и дава високи държавни постове само на семейството си и на най-близките си приближени. От 1971 до 1977 той одобрява само Арабския Социалистически Съюз на Либия да съществува като партия в страната. През 1973 година Кадафи се заема да изгради мрежа за вътрешна сигурност срещу опозицията в страната под формата на т. нар. революционни комитети. Между 10% и 20% от населението е участвало под някаква форма в тази доносническа мрежа, и много опозиционери са обесени, а част от екзекуциите са излъчвани по телевизията. Много ислямски фундаменталисти, особено от групировката Хизбут Тахрир, са екзекутирани. Либийското разузнаване се заема да елиминира и дисиденти в чужбина, като между 1980 и 1987 са убити общо 25 дисиденти в различни държави. Тази политика продължава и до началото на първото десетилетие на 21 век, когато за убийството на един журналист е обявена награда от $1 милион. По време на управлението си той вместо да преодолява подхранва деленията и враждите между повече от 140 – те племена в страната, за да принуди племената да се обръщат към него като към върховен арбитър в разрешаването на споровете им.
През 1970-те Кадафи активно превъоръжава Либия. Той закупува танкове, артилерия, изтребители, бомбардировачи и зенитно-ракетни комплекси от СССР. През 1972 година се свързва с Китай и настоява да закупи китайска атомна бомба. Китайците отказват, което принуждава Кадафи да се обърне със същата молба към Пакистан, но пакистанското правителство прекъсва дипломатическите си отношения с Либия преди да се сдобие с ядрено оръжие. Либия впоследствие разработва химически оръжия и се сдобива с балистични ракети тип „Скъд“. През 1980-те се сдобива и с ракети Родон-1 от Северна Корея, които поставят южна Европа в обсега на либийската войска.
Увеличените приходи от петрола през 1980-те му позволяват както да натрупа голямо лично състояние, така и да наблегне на развитието на социалния апарат и образованието. Това са и двата основни приоритета в идеологическо отношение на джамахирията. В либийските училища от 1980-те години като основен чужд език се преподава английски, въпреки че е имало и отменен опит английския да бъде заменен с руски през 80-те. През 1980-те години правителството отделя до 20% от държавния бюджет за образование. Кадафи установява планова икономика и обещава „дом за всеки либиец“. Цели градове, чиито жители са обитавали кирпичени колиби, са преместени в нови апартаменти с вода, ток и сателитна телевизия. Последователната политика на Кадафи в социалната област е причина преди началото на гражданската война Либия да има най-високият номинален БВП в Африка, най-високият образователен индекс, най-високият индекс на човешкото развитие, и някои от най-високите показатели по отношение на здравеопазването на континента. Но той не осъществява успешна диверсификация на стопанството със спечелените от нефтодобива средства, за разлика от Иран, Саудитска Арабия, Бахрейн, Катар, ОАЕ и други страни, износителки на нефт, успявайки да създаде само нефтохимическа промишленост и отчасти да развие строителството, като опитите му за създаване на металургия, автомобилостроене и текстилна промишленост са с малък капацитет, работещи на малък местен пазар и не получават развитие, и в резултат либийският БВП на глава от населението през периода 1980 – 2010 – та спада от 13450 до 12064,77 долара, докато през същия период в сравнение с други арабски държави, изградили икономиките си въз основа на нефтодобива – Оманския се повишава от 5181,83 до 18712,57 долара, Саудитският – от 16977,99 до 19262,55 долара, Кувейтският от 20924,21 до 38577,5 долара и дори Иракския нараства от 3850, 26 до 4657,28 долара, независимо че страната е била във почти перманентна война, като от 2003 – та насам военни действия са се водели по цялата ѝ територия, и малко под 12 години и 10 месеца страната е под международни санкции, за разлика от Либия. А независимо че на фона на почти всички Африкански държави – всеобщото образование и безплатното здравеопазване, повечето граждани получават апартаменти, а градовете се съединяват с пътища, социалните постижения на Кадафи изглеждат впечатляващо, те са скромни за страна, получаваща големи нефтени доходи, и са по-малки от тези на много държави по света, нямащи нефтени богатства. Образованието и медицината са с много ниско качество, и имащите спестявания либийци са предпочитали да се лекуват в Тунис или Египет, особено ако лечението е било стоматологично. През 2009 – та официалното ниво на безработица е 20,7%, минималната пенсия е била 78$, а минималната заплата – 148 долара месечно, въпреки че по времето на управлението на Кадафи страната получава от износа на нефт повече от трилион долара.
Един от най-значителните проекти, осъществен по времето на Кадафи, е т. нар. Велика ръкотворна река. Това е система от общо 2820 километра подземни тръби и резервоари, които снабдяват с питейна вода големи части от Либия. Това е най-голямото напоително съоръжение в света. Великата ръкотворна река има дневен дебит от 6 500 000 кубични метра, и изпомпва достатъчно количество подземна вода, за да захрани градовете Триполи, Бенгази и Сирт. Но проектът не оказва голямо влияние на либийското стопанство, площта на обработваемите земи нараства незначително, поглъща големи средства с ниска ефикасност, а чуждестранните специалисти наричат проекта „Великата лудотворна река“.
Друг значим проект на Кадафи е Либийският Национален Проект за Телескоп, който включва изграждането на роботизирана астрономическа обсерватория за 10 милиона евро в пустинята Сахара, със собствена климатизация и метеорологична система, предупреждаваща за пясъчни бури.
На 4 март 2008, в унисон с политиката си на отваряне към Запада и реформиране на държавния апарат, Кадафи обявява разпускането на държавната администрация и преразпределянето на петролните приходи директно за народа. В обръщение към народа, предизвикало бурни реакции, Кадафи обявява, че Либия навлиза в нов период на политическо развитие и че ще бъдат насрочени демократични избори за министър-председател с участието на международни наблюдатели.

### Външна политика
Почти веднага след идването си на власт, Муамар Кадафи, воден от идеите на панарабизма, поема курс към обединение със съседните арабски страни. На 27 декември 1969 се състои среща между Кадафи, египетският президент Гамал Абдел Насър и премиерът на Судан Джафар Нимейри, в резултат на която е подписана „Триполитанска харта“, която посочва главните идеи за обединението на трите страни. На 8 ноември 1970 е приета Декларацията от Кайро относно създаването на Федерацията на арабските републики (ФАР), състояща се от Египет, Либия и Судан. Същата година, Кадафи предлага да се осъществи обединение и с Тунис, но тогавашният президент Хабиб Бургиба отхвърля предложението.
На 11 юни 1972 Кадафи призовава мюсюлманите да се борят със САЩ и Великобритания, и заявява подкрепата си за чернокожите революционери в САЩ, за ИРА, и за арабите, които искат да се присъединят към борбата за освобождение на Палестина. На 2 август по време на среща в Бенгази либийският ръководител и египетският президент Ануар Садат се съгласяват да започнат поетапно обединение на двете страни, насрочено да приключи на 1 септември 1973. Кадафи показва по-голям ентусиазъм от Садат, и с цел да окаже натиск върху египетското правителство, той организира 40-хилядно шествие към Кайро, но шествието е спряно на 300 километра от града. Съюзът между Либия и Египет не се случва. Последвалите събития довеждат само до влошаване на египетско-либийските отношения и по-късно прерастват във въоръжен конфликт. През януари 1974 г., Тунис и Либия обявяват сливането си и учредяването на Арабска ислямска република, но референдум по този въпрос не се състои. По време на посещението си в Алжир през май-юни 1978, Кадафи предлага сливане на Либия, Алжир и Тунис.
През август 1978 г. по официална покана на либийското ръководство в страната с двама спътници пристига лидерът на ливанските шиити имам Муса ал-Садр, който впоследствие мистериозно изчезва. През 2008, Ливан обвинява Кадафи в заговор за отвличане и незаконно лишаване от свобода на духовния лидер на ливанските шиити, и поисква ареста на ръководителя на Либия. Според ливанските власти полковник Кадафи „спомага за отприщването на гражданската война в Ливан и въоръжения конфликт между религиите“. Либия отрича обвиненията за участие в изчезването на ал-Садр и твърди, че имамът и другарите му са напуснали Либия в посока Италия.
На 13 август 1983, по време на посещението си в Мароко, Муамар Кадафи и мароканският крал Хасан II подписват споразумение за учредяване на Арабско-африкански съюз и съюзна либийско-мароканска държава като първа стъпка към създаването на Велик магребски арабски съюз. На 31 август, на референдум в Мароко 99,97% от гласувалите одобряват договора, а либийския Всеобщ народен конгрес го одобрява единодушно. Подписването на договора ознаменува и края на либийските помощи за антимароканския фронт Полисарио. Съюзът се разпада през 1985, когато Либия подписва пакт с Иран, а Кадафи разкритикува политиката на сближаване на мароканския крал със Запада и Израел. Крал Хасан II разваля окончателно съюза през 1986. В същото време падането на режима на Нимейри в Судан довежда до затоплянето на отношенията на тази страна с Либия. Кадафи спира подкрепата си за Суданската народна освободителна армия и приветства новото правителство на генерал Абдел Рахман Суар ал-Дагаба. През 1985 г. Кадафи обявява създаването на „Национално (регионално) командване на революционните арабски сили“ с цел „извършване на въоръжени преврати в реакционните арабски страни и постигането на арабско единство“ и за „унищожаване на посолства, съоръжения и други обекти на САЩ и Израел в страни, провеждащи антилибийска политика“. В следващата година на Международния народен конгрес, състоял се в Либия, полковник Кадафи е обявен за командир на единна панарабска армия и идеологически лидер на освободителните движения по света. Муамар Кадафи посещава Съветския съюз три пъти – през 1976, 1981 и 1986 г. и се среща с Леонид Брежнев и Михаил Горбачов.
Кадафи заема твърда позиция спрямо Израел. На 2 март 1970 той се обръща към 35 държави членки на Организацията за африканско единство с призив за скъсване на отношенията с Израел. През октомври 1973 г. избухва войната Йом Кипур. На 16 октомври Саудитска Арабия, Иран, ОАЕ, Кувейт и Катар едностранно повишават цената на петрола със 17% – до $ 3,65. След три дни в знак на протест срещу подкрепата за Израел във войната, Либия обявява ембарго върху доставките на петрол за САЩ. Саудитска Арабия и други арабски страни последват примера ѝ.
Либия бива заподозряна за минирането на Червено море през 1984 г., което довежда до щети по 18 плавателни съда.
По време на Угандийско-танзанийската война от 1978 – 79 година, Либия изпраща 2500 войници в помощ на угандийския диктатор Иди Амин. Около 600 от тях загиват. В последвалите години Кадафи организира тренировъчни лагери за бунтовнически групи от цяла Западна Африка, включително туарегите. През 1981 г., Сомалия прекратява дипломатическите си отношения с Либия, обвинявайки либийския лидер в подкрепа на бунтовническите групировки Демократичен фронт за Спасение и Национални движение на Сомалия. Кадафи финансира и редица бунтовнически и освободителни движения, като Сандинистки фронт за национално освобождение, Фатах, Фронт за освобождение на Мали, СУАПО, ФРЕЛИМО, ЗАНУ, ЗАПУ, Народен фронт за освобождение на Бахрейн и Африкански национален конгрес. Кадафи основава и политическа академия край Бенгази, наречена Световен революционен център. Блез Компаоре от Буркина Фасо и Идрис Деби от Чад са завършили академията, и понастоящем са ръководители на своите страни. Кадафи също обучава и подкрепя Чарлз Тейлър в Либерия, Фодай Санко, основател на Революционния обединен фронт в Сиера Леоне, Менгисту Хайле Мариам в Етиопия и Жан-Бедел Бокаса в Централна Африка.
В началото на 1980-те години САЩ обвиняват либийския режим в намеси във вътрешните работи на не по-малко от 45 страни, а заради финансирането на редица екстремистки организации, впоследствие включват Либия в списъка на страните, поддържащи тероризма.
В ексклузивно интервю за Вашингтон Поуст, дадено през 2003 г., Кадафи заявява:
| „ | Аз подкрепях борбите за национално освобождение, а не терористични движения. Аз подкрепих Мандела и Сам Нуйома, който стана президент на Намибия. Аз също подкрепих Организацията за освобождение на Палестина. Днес тези хора биват приемани с почести в Белия дом. А мен още ме считат за терорист. Аз постъпих правилно, когато подкрепях Мандела и освободителните движения. Ако в тези страни се върне отново колониализмът, аз ще подкрепя усилията за тяхното освобождаване. | “ |

### Подкрепа за екстремистки организации и атентати
Към края на 1970-те и през 1980-те години Муамар Кадафи бива обвиняван в подпомагане не само на бунтовнически, но и на екстремистки и терористични групи с антизападна насоченост, както и в организирането на терористична дейност по света. Част от спонсорираните от него организации са ИРА, ЕТА, Червените бригади и вероятно Японската червена армия. Само на ИРА той изпраща 300 тона експлозиви и оръжия, както и втора пратка със 120 тона оръжия, която бива засечена и спряна от Франция. През 1985 той обявява, че ще спонсорира тези групировки докато европейските страни не спрат да оказват подкрепа на либийските дисиденти в чужбина.
Кадафи спонсорира екстремистки групировки и в други страни, като например Филипините и Индонезия, финансира управляващата партия на Вануату и Работническата революционна партия на Нова Зеландия, и прави опити да радикализира аборигените и арабите в Австралия и маорите в Нова Зеландия. Кадафи развива и връзки с колумбийската ФАРК, но не ги спонсорира и подкрепя открито.
През 1986 година либийски агенти организират бомбен атентат в дискотека „Ла Бел“ в Западна Германия. Дискотеката е посещавана най-вече от американски войници, и при бомбения атентат загиват трима души, а 229 са ранени. Либийското разузнаване уведомява правителството на ГДР и поема отговорност за атентата, но съобщението е прихванато от американските тайни служби. В отговор администрацията на президента Роналд Рейгън разпорежда срещу резиденцията на Кадафи – Баб ал-Азизия в Триполи да бъде проведен въздушен удар (Операция Елдорадо каньон). Кадафи е предупреден от председателя на съвета на министрите на Италия Бетино Кракси един ден преди въздушния удар, и Кадафи напуска резиденцията и се спасява. Извършителите на атентата са осъдени от германските власти след обединението на Германия през 1990 година. В отговор на въздушните удари Кадафи започва да полага още повече усилия да упражнява терор над американски граждани и да саботира интересите на САЩ. Той започва да финансира ислямската организация от Детройт „Нация на исляма“, която през 1986 бива уличена в заговор да взриви няколко правителствени сгради в САЩ. Същата година либийското правителство подновява и сътрудничеството си с ИРА в отговор на политиката на британското правителство да дава въздушното си пространство за американски бойни самолети.
Атентатът над Локърби обаче е най-известният от серията терористични нападения, извършени от Либия в този период. На 21 декември 1988 г. самолет на американската компания „Пан Ам“ – полет 103, експлодира във въздуха над Локърби, Шотландия. Загиват 270 души от 21 страни, включително 11 жители на Локърби. Повечето от пътниците са американски граждани, а четирима от тях са агенти от американските тайни служби, което поражда редица конспиративни теории около инцидента. Обвинени за атентата са двама либийски граждани – Абделбасет ал-Меграхи и Ламин Халифа Фхима, който впоследствие е оправдан.
Кадафи разпорежда и взривяването на друг самолет, този при полет 772 на UTA от Бразавил до Париж, при който загиват 170 души.

### Чадско-либийски конфликт
Либийското вмешателство в Чад започва още по времето на крал Идрис, който спонсорира бунтовнически групировки в северната част на страната, но до военни действия се стига едва по времето на Кадафи. През 1973 година той анексира ивицата Аузу. През 1980 година чадският президент Гукуни Уедеи обявява обединяването на Чад и Либия. Уедеи и Кадафи публикуват съвместно комюнике в което посочват, че Чад и Либия се споразумяват да работят за осъществяването на пълно обединение на двете страни. Заради последвалите събития обединението не се случва. След намесата на ОАЕ в конфликта на 16 ноември 1981 либийските войски са принудени да напуснат Чад. След завръщането на либийските войници Кадафи обявява, че армията му е убила 3000 „врагове“ и са загинали 300 либийци, но други източници посочват много по-голям брой жертви за Либия.
Без подкрепата на либийските сили Уедеи не е в състояние да спре настъплението на Хабре, който през юни 1982 достига Нджамена и сваля неговото правителство. През лятото на 1983 г. либийската армия отново се намесва в конфликта, но този път Уедеи е в ролята на бунтовнически ръководител срещу централната власт, водена от Хабре. Последвалата намеса на френски и заирски войски фактически довежда до разделянето на страната на две части, като либийските и бунтовническите сили владеят територията на север от 16-ия паралел. В съответствие със споразумение за взаимно оттегляне от Чад, Франция оттегля войските си през ноември 1984 г., но Либия не изпълнява своята част от споразумението и остава в Чад. През 1987 г. чадските войски с подкрепа от Франция настъпват на север и нанасят редица поражения на либийските войски, и дори навлизат на либийска територия, където нападат военновъздушната база Маатен ес-Сара. Скоро след този разгром Кадафи и чадското правителство подписват споразумение за примирие. Либия загубва 7500 войници и оборудване на стойност $1,5 милиарда, а Чад губи едва 1000 от своите бойци.
Въпросът за териториалната принадлежност на ивицата Аузу е разрешен при среща на Международния съд в Хага, който през 1994 г. се произнася в полза на Чад, и Либия окончателно изтегля войските си от региона.

### Отваряне към Запада и разоръжаване
През 1980-те години ООН налага санкции на Либия заради участието ѝ в терористична дейност и опитите да разработва оръжия за масово поразяване. След разпадането на СССР Кадафи и либийското ръководство започват да преосмислят външната политика Либия и дават началото на дълъг процес на затопляне на отношенията със Запада.
Кадафи променя позицията си по отношение на атентата в Локърби, а Нелсън Мандела започва преговори със САЩ от негово име и убеждава Кадафи да предаде двамата атентатори на шотландския съд. Единият от агентите е оправдан, а другият – Абделбасет ал-Меграхи, получава доживотна присъда. Заради съдействието на Кадафи ООН частично сваля санкциите над Либия през 2001 година. Той също така се съгласява да изплати $2,7 млн. обезщетения на близките на жертвите и изплаща сумите до 2003 година. Същата година Великобритания и България съвместно подават резолюция, с която санкциите на Либия да бъдат свалени напълно. През 2004 тогавашният премиер на Либия Шукри Ганем обявява, че Кадафи просто „плаща за мира“ и поема отговорността за атентата само формално. През 1990-те започва и сътрудничество със западните тайни служби, най-вече ЦРУ и МИ-6 в борбата срещу ислямския фундаментализъм. През 1998 година Либия издава заповед за арест на Осама бин Ладен. Кадафи заклеймява атентатите от 11 септември и се включва на страната на САЩ в международната война срещу тероризма.
Малко след свалянето на Саддам Хюсеин от власт по време на войната в Ирак през 2003 година, либийското правителство обявява прекратяването на всички програми за оръжия за масово поразяване. През 2004 година Тони Блеър се среща с Кадафи и го обявява за съюзник на Великобритания в борбата срещу международния тероризъм, и лобира за петролна сделка между Либия и Royal Dutch Shell на стойност $500 милиона. Приблизително по същото време САЩ възстановяват дипломатическите си отношения с Либия и я изваждат от списъка на страните, поддържащи тероризма. В страната са допуснати оръжейни инспектори, които потвърждават, че Либия разполага с 23 тона отровен газ.
През 2007 година приключва процесът срещу българските лекари, след като представители на Европейския съюз заявяват, че освобождаването на лекарите е необходимо условие за нормализиране на отношенията между Либия и ЕС. Малко след връщането на медиците в България френският президент Никола Саркози посещава Кадафи, и сключва редица двустранни споразумения, включително за построяването на ядрена инсталация за обезсоляване на морска вода. Следващата година Кадафи се среща и с Владимир Путин, а двамата обсъждат създаването на руска военна база в Либия. През 2008 година той се среща със Силвио Берлускони и Кондолиза Райс, като при втората среща се съгласява да изплати напълно обезщетенията на близките на жертвите от атентата в Ла Бел, Локърби и на двамата американски граждани, загинали при взривяването на френския самолет над Нигер. В отговор Джордж Буш възстановява имунитета на либийското правителство срещу съдебни процеси, свързани с подкрепа на терористична дейност. През 2009 година Кадафи присъства на срещата на Г-8 в Италия, където, в нарушение на протокола, Силвио Берлускони лично го кани да седне до него. Кадафи се среща и с Джон Маккейн и Барак Обама. През 2010 се съгласява да изплати и $3,2 милиарда на пострадалите от атаки на ИРА през 1980-те години.

### Панафриканизъм
Характерно за Кадафи е застъпването на идеята за арабско и африканско единство, където Либия да играе лидерска роля. Плод на тези усилия е създаването на Африканския съюз в опит да следва примера на европейска интеграция.
През 1998 година Кадафи окончателно изоставя панарабистките си идеи. По отношение на този въпрос, той казва:
| „ | Аз виках лозунги в подкрепа на арабското единство и развявах знамето на арабския национализъм в продължение на 40 години без резултат. Това означава, че гласът ми е бил глас в пустиня. Нямам повече време да се занимавам с араби...връщам се към действителността...сега ще говоря за панафриканизъм и африканско единство. Арабският свят е свършен...Африка е рай...и е богата на природни ресурси... | “ |

През 2009 година той организира форум на всички африкански крале и принцове в Уганда, но угандийското правителство го отменя от съображения за сигурност и опасения, че подобна среща може да доведе до вътрешна нестабилност. Кадафи често е наричан от африканските политици „крал на кралете“ заради обширното си влияние на континента и дългогодишното си управление.
В периода 2 февруари 2009 – 31 януари 2010 г. е избран за председател на Африканския съюз. На общо събрание на ръководителите на съюза той казва, че ще продължи да настоява „суверенните ни нации да сформират Съединени африкански щати“.

## Либийска гражданска война

### Начало: февруари-март 2011
На 17 февруари 2011 година в Либия избухват протести срещу управлението на Кадафи, широко разпространената корупция и безработица. Масови протести избухват и в останалите арабски страни под общото название Арабска пролет. Протестите бързо набират сила, и скоро голяма част от страната изпада в хаос. Кадафи се опитва да възвърне контрола на правителството в размирните зони по военен път, използвайки войски срещу протестиращите. Надигащата се вълна от въоръжени бунтовници започва да установява свой контрол върху много от размирните градове в източна Либия, а Кадафи ги обявява за поддържани от Саудитска Арабия и Ал-Кайда екстремисти, които са „дрогирани“. Много от войниците в либийската армия дезертират и се присъединяват към бунтовническата вълна, в отговор на което Кадафи вкарва в страната наемници от Африка, Сърбия, Беларус,, Русия и Украйна. В знак на протест срещу използването на въоръжените сили срещу протестите, много дипломати и министри напускат Кадафи и минават на страната на бунтовниците.
След бързо настъпление на въстаническите войски из Либия, Кадафи успява да си върне контрола над почти цяла Либия. Малко преди войските му да навлязат в Бенгази, центърът на протестните действия, ООН гласува резолюция 1973, налагаща забранена за полети зона над страната с цел да се защити цивилното население от въздушни удари.

### Интервенция на НАТО: март-август 2011
В следващите месеци НАТО активно подпомага бунтовническата офанзива от въздуха, нанасяйки въздушни удари по редица цели в Либия. Русия и Китай се въздържат от гласуване на резолюцията и отказват да подкрепят коалицията.
Международният съд определя бомбардировките над протестиращите тълпи като „престъпления срещу човечеството“. На 27 юни 2011 по тези обвинения Международният съд издава заповед за арест на Кадафи, на сина му Саиф ал-Ислам и на шефа на разузнаването Абдула ал-Сенуси. Кадафи изгубва признанието на редица страни заради тези обвинения.

### Залавяне и смърт: септември-октомври 2011
В края на август 2011 бунтовниците достигат до Триполи, и след няколко дни сражения завземат почти изцяло града, включително резиденцията на Кадафи. Част от семейството му впоследствие избягва в съседните страни, а до есента единствените градове под контрола на джамахирията остават Сирт и Бани Уалид. След едномесечни тежки сражения Сирт е превзет. На 20 октомври 2011 г. Муамар Кадафи е заловен ранен, при опит да напусне Сирт. По първоначални данни умира от прострелна рана. По-късно ръководителят на Преходния съвет Махмуд Джибрил казва, че Кадафи е бил измъчван и убит под натиск от определени страни, за да „останат тайните му с него“. Преходният национален съвет не е издавал заповед за убийството му. Синът му Мутасим загива в боевете в града. Погребан е на 25 октомври 2011 г., заедно със сина си Мутасим и министъра на отбраната Абу Бакр Юнис, на неизвестно място в пустинята, някъде в южната част на страната.

## Характер и личен живот
Муамар Кадафи е известен с непредвидимото си и ексцентрично поведение. По време на посещенията си в Рим, Лондон, Москва, Париж и Ню Йорк, той пренася бедуинската си палатка и винаги отсяда в нея. Облича се в екстравагантни костюми с традиционни африкански и бедуински мотиви, и обича да носи скъпи слънчеви очила. От 1980-те години насам той не пътува в чужбина без своята гвардия от „амазонки“ – специално обучени млади жени, дали обет да защитават живота му. По време на едно от посещенията си в Италия през 2009 година, той плаща на агенция за модели да намери 200 млади жени, които да присъстват на негова лекция, в която ги призовава да приемат исляма.
Заради бурния му нрав западните медии дълго време спекулират, че той е болен от биполярно разстройство или шизофрения. Роналд Рейгън го нарича „бясното куче на Близкия изток“. Ануар Садат го определя като „неуравновесен и незрял“, а Джафар Нимейри го нарича „зъл“. Фидел Кастро го нарича „безразсъден“, но казва, че „ако устои и не се пречупи под натиска [на бунтовниците и НАТО], ще остане в историята като един от великите арабски ръководители“. Самият Кадафи възприема себе си като интелектуалец и философ.
Той е оцелял след множество опити за покушение. През 1969 година Великобритания планира да го убие и да възстанови монархията, но САЩ оказват натиск, считайки Кадафи за антимарксист и заговорът не е изпълнен. През 1976 година сам нападател стреля срещу него, но нито един от изстрелите не го улучва. През 1981 Франция също планира покушение срещу Кадафи, но планът е изоставен след края на мандата на Валери Жискар д'Естен. През 1993 година близо 2000 войници от племето уарфала планират да свалят и убият Кадафи, но въстанието е смазано чрез въздушни удари, при което загиват хиляди. Три години по-късно ислямисти нападат колоната от автомобили на Кадафи близо до Сирт, но без успех. Последният опит е през 1998 година, когато ислямски фундаменталисти отново откриват огън срещу неговия автомобил. Една от амазонките на Кадафи се жертва, заставайки на пътя на куршумите и спасява живота му. Според очевидци Кадафи бива ранен в бедрото.
През 1969 година Кадафи се жени за Фатиха ал-Нури, от която има един син. Двамата се развеждат през 1970 г. През 1971 той се жени са Сафия Фаркаш, която е с унгарски произход. Има общо осем биологични деца, от които 7 са синове:
- Мохамед Кадафи (р. 1970) е единственото му дете от първия брак. Мохамед ръководи олимпийския комитет на страната и е пленен за кратко по време на битката за Триполи през 2011 година, след което успява да избяга.
- Саиф ал-Ислам Кадафи (р. 1972) е архитект и е възприеман от мнозина като потенциален наследник. Той е с умерени политически виждания и е лице на диалога между Либия и Западния свят. През 2006 г, след противоречия с баща си, напуска за кратко Либия.
- Саади Кадафи (р. 1973) е професионален футболист.
- Ханибал Муамар Кадафи (р. 1975) е бивш служител на една от големите либийски компании за износ на петрол. Известен е с няколко инцидента в чужбина – нападение над италиански полицаи през 2001 година, шофиране в пияно състояние през 2004 година, и побой над приятелката си в Париж през 2005.[148] През 2008 е арестуван в Швейцария заради сбиване.
- Аиша Кадафи (р. 1976) е единствената дъщеря на Муамар. По професия е адвокат.
- Ал-Мутасим Билах Кадафи (р. 1977) е военен офицер в либийската армия. Убит при отбраната на Сирт през октомври 2011.
- Саиф ал-Араб Кадафи (р. 1982) е командир в либийската армия. Счита се за загинал при бомбен удар на 30 април 2011 г, но потвърждение за смъртта му няма.
- Хамис Кадафи (р. 1983) е офицер в либийската армия, ръководител на елитната бригада „Хамис“. През 2011 г. е обявен за загинал при бунтовнически нападения няколко пъти, но потвърждение за смъртта му няма.

Муамар Кадафи осиновява две други деца – Хана и Милад. Информацията около Хана Кадафи е противоречива – някои сведения посочват, че тя е убита при американския бомбен удар през 1986 г. Възможно е тя да не е загинала, или да е загинала и Кадафи да осиновява друга дъщеря, на която дава същото име. Очевидно тя не е била убита при въздушното нападение, тъй като години по-късно се появяват нейни снимки и информация, че тя работи като лекар в болница в Триполи.
Шуреят на Кадафи – Абдула ал-Сенуси, е началник на военното разузнаване на Либия.

## Награди и отличия
Български
- Орден „Стара планина“ с лента (през 1978 г.)
- Почетен гражданин на София и почетен златен знак на София (от 16 юни 1978, почетният знак е отнет на 15 май 2007[155]
- Почетен гражданин на Сливен и златна значка на града с лента (от 1983 г.)

Други
- Белградският университет „Мегатренд“ на тържество в град Сабха го удостоява на 28 февруари 2007 с титлата „доктор хонорис кауза“[156] за „борбата му в защита на човешките права за свобода и независимост, на правото за власт на народите, благосъстояние и съпротива и на вечната световна ценност на „Зелената книга“ и мощта на Джамахирията“. Според либийската информационна агенция „Джана“ почетната титла „доктор на науките“ от университета „Мегатренд“ се прибавя към десетината докторски титли, с които либийският ръководител е удостоен от множество големи университети от цял свят.[157]